# Friedrich Hieronymus
Friedrich Hieronymus (* 1955) ist ein ehemaliger deutscher Endurosportler.:21

## Leben
Hieronymus entstammt einer im mittelfränkischen Dachsbach beheimateten Familie, die dem Motorsport schon seit längerem verbunden war.

### Privates
Auch sein Vater war Geländefahrer und er selbst unternahm bereits im jugendlichen Alter erste Fahrunternehmungen im Gelände. Sein Sohn Stefan (* 1976) ist ebenfalls Motorradsportler.:11 Die Familie betreibt in Dachsbach in einem denkmalgeschützten Anwesen in der Ortsmitte in der vierten Generation das Gasthaus Zum Brandenburger Adler (ehemals Gasthof Hieronymus).

### Sportlicher Werdegang und Erfolge
Im Jahr 1972 gab Hieronymus sein Debüt als Ausweisfahrer und erregte schon bald danach die Aufmerksamkeit der Firma Zündapp, die ihn ab 1974 als Werksfahrer unter Vertrag nahm. Im folgenden Jahr konnte er im französischen Brioude den Gewinn des EM-Laufs in der 50-cm³-Klasse für sich verbuchen. Darüber hinaus gelang ihm auch in den Jahren 1974, 1975 und 1977 der Gewinn von drei Vizemeisterschaften in der Deutschen Meisterschaft. Auch fünf Nordbayerische Gaumeisterschaften konnte er in den Jahren 1973 bis 1977 gewinnen. Nach dem Abschluss der Sechstagefahrt 1977 in Považská Bystrica, Tschechoslowakei   beendete Hieronymus aus beruflichen und familiären Gründen seine Laufbahn. Viele Jahre später engagierte er sich in der Hercules-Mannschaft der Enduro-Senioren und konnte mit dieser 2010 den Mannschaftssieg bei der Klassik-Geländefahrt Rund um die MZ-Stadt Zschopau erringen.